# Torry Enghs
Torry Enghs är ett norskt dansband som bildades i Toten i dåvarande Oppland fylke i Norge 1969. 
1970 fick bandet sitt genombrott med låten "Hippie Hege" som också lanserades i Sverige, Tyskland, England och Spanien.
Många musiker har kommit och gått i orkestern genom tiderna, men på 1980-talet började Torry Enghs som ett renodlat dansband. 
Mot slutet av 1990-talet upplöstes bandet, men startades upp igen av Ivar Georg Hansen. Efter tvistemål om namnet och Torry Enghs tog namnet "Nya Torry Enghs" 2001.

## Medlemmar
Originalbesätning
- Trond «Torry» Eliassen – saxofon, trombon, keyboard, gitarr, sång (död 2014)
- Arild Engh – trummor
- Ivar Georg Hansen – keyboard, sång
- Tom Narten – saxofon, flöjt
- Kjell Arne Olsen – trumpet
- Jan Egil Båkind – trumpet
- Sveinung Hovensjø – gitarr
- Nils Østby – basgitarr

Senaste medlemmar
- Trond «Torry» Eliassen – saxofon, trombon, keyboard, gitarr, sång
- Tommy Øiamo – sång
- Per Arne Lihagen – basgitarr
- Vilhelm Johansen – gitarr, sång
- Kjell Haugland – keyboard, sång
- Bjørn Rognhagen – trummor, sång

"Nye Torry Enghs"
- Vidar Sundbakken – keyboard, sång
- Ivar Georg Hansen – sång, keyboard
- Elling Breunig – trummor
- Frode Hårdnes – basgitarr, sång
- Simen Nyhus – saxofon, gitarr
- Ronny Skogli – gitarr

## Diskografi
Studioalbum
- 1970 – Hippie Hege - en jomfru i nöd
- 1972 – Portrett
- 1974 – Karnival (med Dag Spantell)
- 1975 – Stop
- 1976 – Torry Enghs
- 1976 – Jag vill inte byta med någon
- 1978 – No. 9
- 1988 – På oppfordring (20-årsjubileum)
- 1991 – På oppfordring 2
- 1994 – På oppfordring 3

Singlar
- 1969 – "Hippie Hege" / "Fine Trine"
- 1970 – "Jomfru i nød" / "Olsen-tragedien"
- 1970 – "Hippie Heidie" / "Sei nie traurig"
- 1970 – "Karina" / "Hele livet"
- 1970 – "Det er sol i dine øyne" / "Roulette"
- 1971 – "Karoline Kjøs" / "Venter"
- 1971 – "Under sol, över hav" / "Jag vill inte byta med någon"
- 1971 – "Kan de da?" / "Sommermorgen"
- 1973 – "Pappas gamle grammofon" / "Ai ai ai" (med Dag Spantell)
- 1974 – "Du er som sendt fra himmelen" / "Det er dans på brygga" (med Dag Spantell)
- 1976 – "Exodus" / "Kvakk kvakk"
- 2006 – "Ingen stopper oss nå"

Samlingsalbum
- 1970 – Slagerparaden Vol. 2: Ingjerd Helén og Torry Enghs
- 1977 – Dans med meg
- 2006 – 100% Torry Enghs